# کالیشتی (ناحیه پراگ-شرق)
کالیشتی (به چکی: Kaliště) یک منطقهٔ مسکونی در جمهوری چک است که در ناحیه پراگ-شرق واقع شده‌است. کالیشتی ۶٫۲۴ کیلومتر مربع مساحت و ۲۱۲ نفر جمعیت دارد و ۳۷۷ متر بالاتر از سطح دریا واقع شده‌است.